# Вероніка Ечегі
Вероніка Ечегі (ісп. Veronica Echegui, 16 червня 1983, Мадрид, Іспанія) — іспанська акторка.

## Вибіркова фільмографія
- 2006: Мене звати Хуані
- 2011: Вербо
- 2021: Кохання як бестселер